# فؤاد جرجس الخوري
فؤاد جرجس الخوري (1889 - 1990) محام وسياسي لبناني. ولد بلدة الحدث القريبة من بيروت. مارس مهنة المحاماة ابتداءً من سنة 1910. انتخب نائباً عن جبل لبنان، دائرة بعبدا-المتن سنة 1951. عيّن نائباً لرئيس الحكومة، ووزيراً للعدلية، في شباط/فبراير سنة 1952، في حكومة سامي الصلح الثالثة. توفي عن عمر يناهز مئة عاماً. له عدة مؤلفات.